# رشید الصلح
رشید الصلح (رشید الصلح؛ ۲۲ ژوئن ۱۹۲۶ – ۲۷ ژوئن ۲۰۱۴) یک سیاست‌مدار اهل لبنان بود. وی دو مرتبه از تاریخ ۳۱ اکتبر ۱۹۷۴ تا تاریخ ۱۵ مه ۱۹۷۵ و از تاریخ ۱۳ مه ۱۹۹۲ تا تاریخ ۳۱ اکتبر ۱۹۹۲ پست نخست‌وزیری لبنان را برعهده داشت.